# Roberto Murolo e la sua chitarra (album 1961)
Roberto Murolo e la sua chitarra è un album 33 giri del cantante Roberto Murolo pubblicato nel 1961.

## Tracce

### Lato A
1. Serenata a Margellina
2. Desiderio 'e Sole
3. Pienzace Buono (Ciccillu mio)
4. Vurria
5. Io, 'na chitarra e 'a luna
6. Cuscritto 'nnamorato
7. Serenella sciue' sciue'

### Lato B
1. Manname 'nu raggio 'e sole
2. Accussi'
3. 'a mogliera
4. Sarra' chi sa...!
5. Nu quarto 'e luna
6. Piccola Italy
7. Io, mammeta e tu